# فيانويفا دي لا كونثيبثيون
بلدية فيانويفا دي لا كونثيبثيون (بالإسبانية: Villanueva de la Concepción) هي بلدية تقع في مقاطعة مالقة التابعة لمنطقة أندلوسيا جنوب إسبانيا.

## الديموغرافيا
بلغ عدد سكان بلدية فيانويفا دي لا كونثيبثيون 3.443 نسمة عام 2011 (وفقاً للمعهد الوطني الإسباني للإحصاء).